# United Nationalist Democratic Organization
 (septembre 2022).
Si vous disposez d'ouvrages ou d'articles de référence ou si vous connaissez des sites web de qualité traitant du thème abordé ici, merci de compléter l'article en donnant les références utiles à sa vérifiabilité et en les liant à la section « Notes et références ».
L'Organisation démocratique nationaliste unie (ONUDI) était la principale alliance électorale multipartite politique de l'opposition politique traditionnelle au cours des dernières années du président philippin Ferdinand Marcos au milieu des années 1980. 
Le parti est formé en janvier 1980 et est d'abord connu sous le nom d'"Opposition démocratique unie" de 1980 à 1982. Il s'agissait initialement d'une union de huit partis et organisations politiques majeurs et mineurs dans le but principal d'évincer le président Marcos par un moyen politique légal. 
En avril 1982, la coalition prend son nom actuel et augmente ses membres au nombre de douze partis. Après l'assassinat du sénateur de l'opposition populaire Benigno Aquino Jr., le parti est dirigé par le sénateur Salvador Laurel de Batangas. 

## Histoire
Les dirigeants politiques formant l'ONUDI, tels que d'éminents dirigeants anti-Marcos comme l'ancien sénateur et membre de l'Assemblée de Batangas Salvador Laurel, l'ancien président Diosdado Macapagal, le maire de la ville de Zamboanga Cesar Climaco, le sénateur Gerardo Roxas, le député de Manille Lito Atienza, le gouverneur antique Evelio Javier, le député de Mandaluyong Neptali Gonzales, le gouverneur de Pampanga Joe Lingad, le sénateur John Osmeña, le sénateur Dominador Aytona, le sénateur et homme d'État nationaliste de renom Lorenzo Tañada, la sénatrice Eva Estrada-Kalaw, le sénateur René Espina, le sénateur Mamintal Tamano, le sénateur Domocao Alonto et le neveu Abul Kharyl, le député Raul Gonzales, le député Homobono Adaza, ancien rédacteur en chef de Philippine Collegian et journaliste de gauche Abe Sarmiento, et toutes les personnalités importantes qui ont contribué à la chute de la dictature de Marcos.
Les groupes politiques alliés à l'ONUDI étaient le Partido Demokratiko Pilipino-Lakas ng Bayan (PDP-Laban) représenté par le sénateur Aquilino Pimentel, Jr., Bansang Nagkakaisa sa Diwa at Layunin (BANDILA) dirigé par Agapito Aquino, le frère cadet de Ninoy Aquino et l'un des fondateurs du Mouvement des vingt et un août (ATOM). 
L'ONUDI a pris de l'ampleur au cours de la dernière semaine de novembre 1985, lorsque le président Ferdinand Marcos a appelé à une élection présidentielle en raison de pressions politiques croissantes. Au début, l'ONUDI a soutenu le sénateur Salvador Laurel de Batangas en tant que porte-drapeau, mais le magnat des affaires Chino Roces n'était pas convaincu que Laurel ou Jovito Salonga pourraient vaincre Marcos dans les sondages. Roces a fait valoir que Corazon Aquino, la veuve du sénateur assassiné Aquino, devrait être la candidate à la présidence. Roces a lancé le Cory Aquino for President Movement (CAPM) pour recueillir un million de signatures en une semaine pour exhorter Aquino à se présenter à la présidence, convaincant Aquino de le faire. Aquino s'est fait le pari présidentiel du parti Lakas ng Bayan. Cependant, Laurel n'a pas cédé la place à Aquino pour la nomination de l'opposition à la présidence jusqu'à ce qu'il soit convaincu par le cardinal Jaime Sin de se présenter comme son colistier. Aquino avait précédemment approché Laurel avec un accord, dans lequel Aquino renoncerait à son allégeance au parti PDP-LABAN et se présenterait comme présidente sous la bannière de l'ONUDI, Laurel se présentant à la vice-présidence, unissant efficacement les groupes d'opposition contre Marcos. Laurel avait également proposé à Aquino la nomination à la vice-présidence de l'ONUDI. Dans tous les cas, Aquino s'est présenté à la présidence sous la bannière de l'ONUDI, le PDP-Laban approuvant la coalition de l'ONUDI. 
La campagne s'est faite au mois de janvier 1986, pour les élections de février. Bien qu'il ait été officiellement signalé qu'elle avait perdu l'élection au profit de Marcos, les élections étaient largement considérées comme frauduleuses. Marcos et Aquino ont tous deux affirmé avoir gagné et organisé des inaugurations rivales le 25 février, mais Marcos a ensuite fui face à d'énormes manifestations populaires et au refus de l'armée d'intervenir contre eux.
L'ONUDI a été dissoute après les élections législatives et générales de 1987, lorsque de nouveaux partis ont été formés et que les partis se sont séparés. Parmi les partis formés à partir de l'ONUDI, le Laban ng Demokratikong Pilipino, est devenu le parti dominant des Philippines jusqu'en 1992.
L'ONUDI réémerge en 2022 comme un parti politique régional et soutient le fils de Ferdinand Marcos, Bongbong Marcos.